# Orestias tschudii
Orestias tschudii är en fiskart som beskrevs av Castelnau, 1855. Orestias tschudii ingår i släktet Orestias och familjen Cyprinodontidae. Inga underarter finns listade i Catalogue of Life.